# Pompă peristaltică
O pompă peristaltică este un tip specializat de pompă care este utilizată pentru pomparea a numeroase tipuri diferite de fluide. Fluidul se găsește în interiorul unui tub flexibil, fiind mutat de mișcarea circulară a pompei. Există și variante liniare ale pompei peristaltice, precum varianta a cărei prezentare succintă poate fi înțeleasă privind imaginea dinamică din stânga. 
În cazul pompei peristaltice rotative, un rotor, având un anumit număr de aripioare sau palete plasate exterior, comprimă periodic tubul flexibil. Pe măsură ce rotorul se mișcă, partea tubului aflată sub compresie se închide forțând lichidul să se deplaseze prin tub. Ulterior, după ce tubul revine în starea sa normală, după trecerea unui cantități de lichid comprimat, o altă cantitate de fluid este introdus în pompă. Acest proces este denumit peristalsis, fiind utilizat în multe sisteme biologice, așa cum ar fi tubul digestiv. 